# Osica de Sus (gmina)
Osica de Sus – gmina w Rumunii, w okręgu Aluta. Obejmuje miejscowości Greci, Osica de Sus, Ostrov, Peretu, Tomeni i Vlăduleni. W 2011 roku liczyła 5215 mieszkańców.